# Abbazia di Castione Marchesi
L'abbazia di Castione Marchesi, già castello di Castione Marchesi, è un edificio medievale situato nella frazione di Castione Marchesi del comune di Fidenza, in provincia di Parma.
Innalzata originariamente in epoca alto medievale con funzioni difensive, la struttura, ricostruita nel XIV secolo, fu trasformata alla fine del XV nella residenza dell'abate del monastero di Santa Maria Assunta; convertita in azienda agricola nel 1810, fu definitivamente abbandonata verso la fine del XX secolo.

## Storia
Il primo castello, o "castrum", a difesa del borgo di Castione Marchesi fu innalzato in età alto medievale, originariamente in legno; l'edificio fungeva da porta d'ingresso al paese, in quanto parte di una struttura muraria ben più estesa su entrambi i lati. Le prime testimonianze certe della sua esistenza risalgono al 1033, quando probabilmente fu ricostruito o risistemato per volere di Adalberto II Pallavicino, anche se i mattoni che ancora oggi costituiscono le fondazioni del nucleo più antico della struttura sono molto più antichi, probabilmente del periodo bizantino; risulta infatti databile al VI secolo un tratto di muro presente nei sotterranei del torrione.
Nel 1189 l'imperatore del Sacro Romano Impero Federico Barbarossa investì ufficialmente il marchese Oberto I, detto Pelavicino, di tutti i diritti sulla fortezza, che furono confermati anche dall'imperatore Federico II di Svevia nei confronti del marchese Oberto II Pallavicino.
Intorno al 1297 il comune di Parma si impossessò del castello, che dovette abbandonare nel 1325 a causa dell'assalto da parte delle truppe di Azzone Visconti, signore di Milano; in tale circostanza, per non farlo cadere nelle mani del nemico, i guelfi parmigiani diedero alle fiamme l'edificio, distruggendolo completamente.
Con l'ascesa al potere da parte di Gian Galeazzo Visconti, i Pallavicino di Scipione, Bargone e Pellegrino ottennero l'autorizzazione a rientrare in possesso dei loro territori; intorno al 1370 furono avviati i lavori di ricostruzione del castello, che nel 1440 risultava appartenere al marchese Rolando il Magnifico.
Nel 1485 la fortezza, unitamente al vicino monastero di Santa Maria Assunta, fu acquisita dagli abati commendatari di Castione Marchesi, appartenenti all'ordine degli olivetani; ne prese possesso in tal modo il protonotario apostolico milanese Daniele Birago, che trasformò il castello in edificio residenziale per l'abate del monastero, che fu direttamente collegato all'ex fortezza attraverso una serie di cunicoli oggi in parte non più esistenti. Accanto fu inoltre innalzato il caseificio dell'abbazia, mentre le antiche mura che si estendevano ai lati dell'edificio, venute meno le esigenze difensive, furono abbandonate e crollarono.
Nel 1764 il ministro ducale Guillaume du Tillot decretò l'allontanamento dei monaci dal monastero e dall'abbazia, che furono definitivamente abbandonati nel 1810 a causa della soppressione degli ordini religiosi stabilita da Napoleone. L'ex castello fu assegnato agli Ospizi Civili di Parma, che lo trasformarono in azienda agricola; quest'ultima prosperò a lungo, ospitando abitazioni contadine, stalle, granaio, caseificio e officina del fabbro, fino alla metà del XX secolo, quando il settore rurale entrò in crisi.
Il grande edificio, acquisito dalla famiglia Testa verso la fine del XIX secolo, fu definitivamente abbandonato intorno al 1980 e cadde da allora in un lento ma inesorabile declino.

## Descrizione

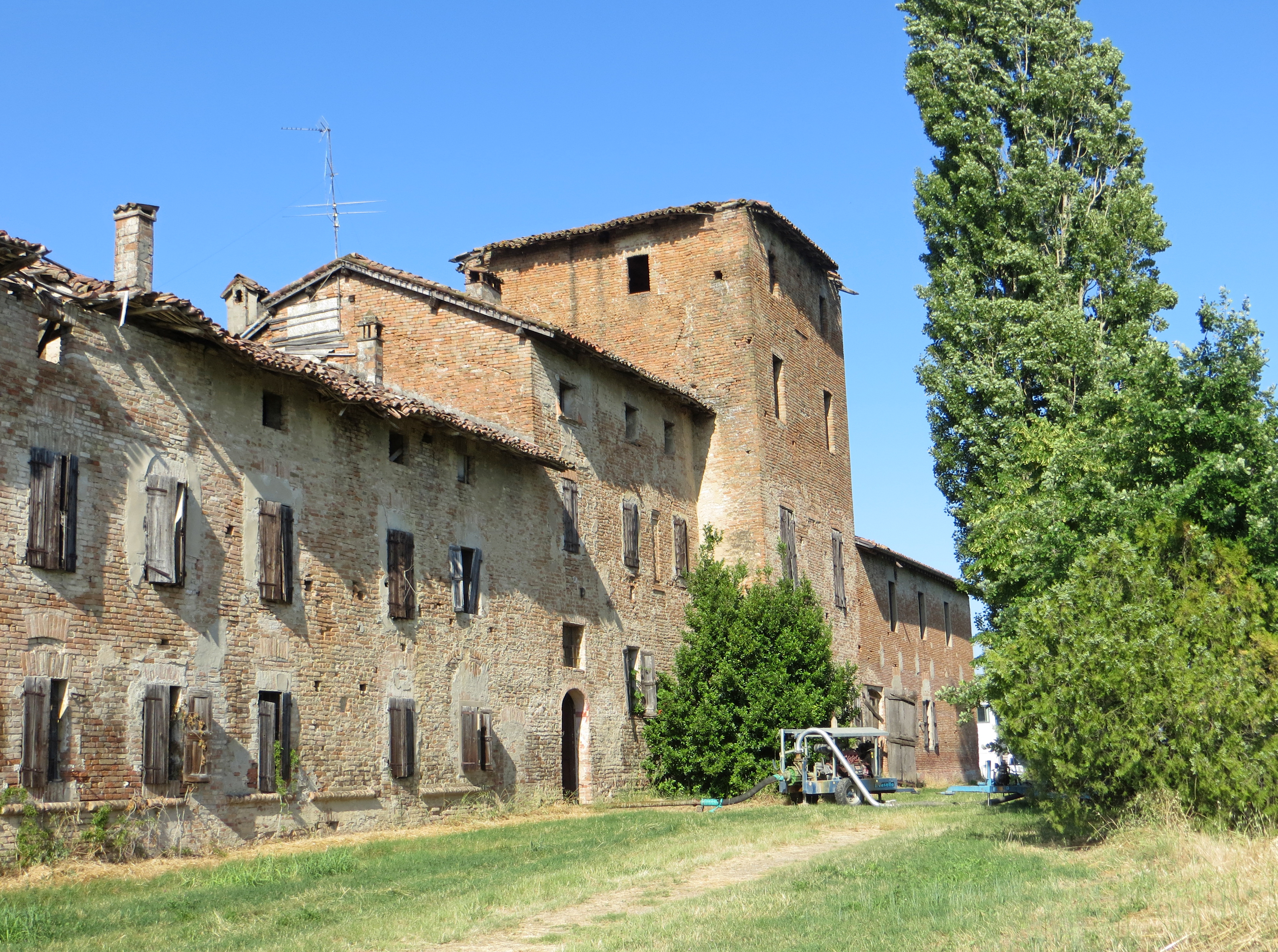
Facciata sud

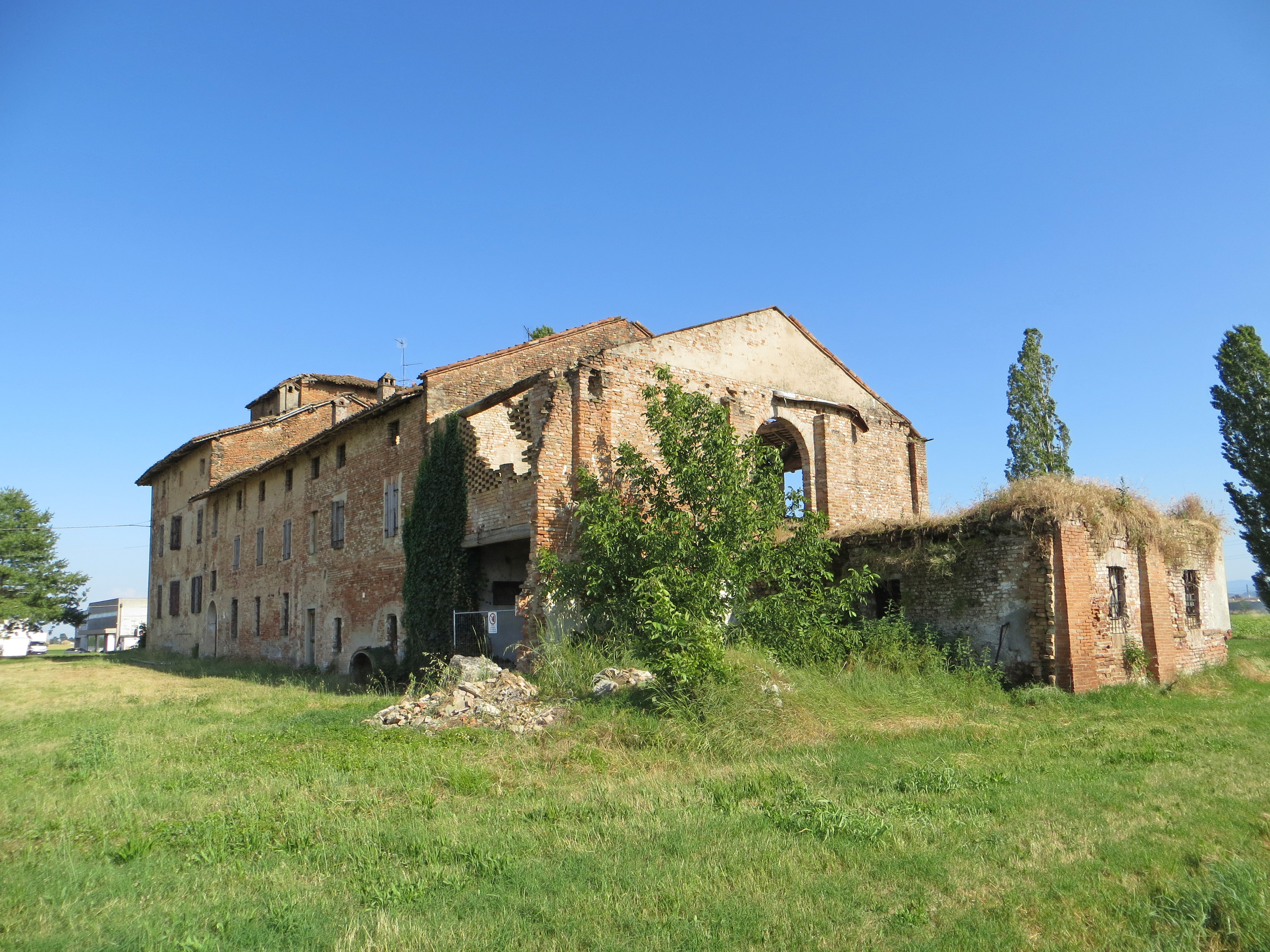
Facciata nord

L'edificio si sviluppa su una pianta pressoché rettangolare, allungandosi con vari corpi di altezze differenti ad est e ovest del massiccio torrione, che ne costituisce il nucleo più antico; a nord del fabbricato si innalzano gli edifici agricoli annessi, tra cui l'antico caseificio, oggi in rovina.
Le facciate in laterizio, più volte modificate nei secoli con ristrutturazioni, aperture e chiusure di finestre e aggiunte di nuovi corpi, sono completamente prive di decorazioni, tuttavia mostrano ancora alcuni segni dell'importanza raggiunta dall'edificio tra il XV e il XVIII secolo; si scorgono ancora nella parte centrale più antica, in adiacenza al torrione trecentesco, gli antichi archi di un elegante loggiato al primo piano, tamponato probabilmente in occasione della trasformazione in azienda agricola.
All'interno del complesso, oggi in profondo degrado, si distinguono ancora i numerosi ambienti in cui l'edificio fu suddiviso nel XIX secolo: nei corpi ad ovest del torrione si trovavano l'arsenale, il locale dei tini, l'attigua cantina ed il granaio, mentre nelle porzioni ad est sorgevano i lavatoi, l'officina del fabbro, il caseificio e le abitazioni dei contadini; alcuni locali, seppur modificati con frazionamenti, mostrano ancora le antiche volte a crociera che coprivano le sale dell'abbazia.
L'ambiente di maggior pregio risulta tuttavia il piccolo oratorio, realizzato alla fine del XV secolo ma successivamente modificato in stile barocco; la sala, decorata con alcuni fregi, è caratterizzata dal pregevole altare in stucco, sormontato da una ricchissima cornice ovale che racchiudeva la pala del 1539 raffigurante l'Annunciazione, donata dal marchese Felice Spinola al fratello cardinale Giorgio, commendatario dell'abbazia, ed oggi conservata in luogo più sicuro; ai lati si aprono simmetricamente due strette porte, anch'esse inquadrate da cornici in stucco con cimase barocche.
Il sottosuolo mostra ancora alcune tracce delle complesse ramificazioni di cunicoli che anticamente collegavano l'abbazia con l'esterno e con il monastero e fungevano contemporaneamente da via di fuga per l'abate ed i monaci e labirinto per gli inseguitori; una delle gallerie conduceva alla località di Case Marchesi, distante all'incirca 2 km dall'abbazia.